# Бруней ЗПГ
Бруней ЗПГ — завод із виробництва зрідженого природного газу, споруджений в султанаті Бруней на північно-західному узбежжі острова Калімантан. Сировину для нього поставляють офшорні родовища брунейського сектору Південно-Китайського моря — Південно-Західна Ампа, Ферлей, Ганнет, Чемпіон, Egret, Iron Duke, Maharaja Lela та Jamallul Alam. При цьому Бруней ЗПГ споживає більше 90 % виробленого в країні газу.
Завод, введений в експлуатацію в 1972 році, став одним із перших у світі. При загальній потужності 7,2 млн.т ЗПГ на рік (10 млрд.м3) він складається з п'яти технологічних ліній практично однакової продуктивності. Сховище ЗПГ первісно мало 3 резервуари об'ємом по 65000 м3 кожен. В 2015 році додатково спорудили ще один резервуар значно більшого розміру 120000м3.
У 1987 році на заводі введено в експлуатацію когенераційну електростанцію, яка окрім власних потреб забезпечує промислових та комунальних споживачів Серіа та Куала-Белайт. В її складі діють сім котлів-утилізаторів, що спрямовують залишкове тепло на виробництво пари для технологічних потреб.
Проект реалізовано консорціумом у складі Уряду Брунею (50 %), японської корпорації Mitsubishi та міжнародного нафтогазового гіганту Shell (по 25 %). Для доставки продукції створено флот із восьми газових танкерів, з яких сім вантажоємністю 75000 м3 належать Brunei Shell Tankers. Судна доставляють продукцію на адресу споживачів у Японії (термінали біля Токіо та Осаки) і Кореї (термінали в Інчхон, Pyeong Taek, Tong Young).